# Asplundia rhodea
Asplundia rhodea är en enhjärtbladig växtart som beskrevs av Richard Evans Schultes och Gunnar Wilhelm Harling. Asplundia rhodea ingår i släktet Asplundia och familjen Cyclanthaceae.
Artens utbredningsområde är Colombia. Inga underarter finns listade.